# Dhundshi, Shiggaon
Dhundshi là một làng thuộc tehsil Shiggaon, huyện Haveri, bang Karnataka, Ấn Độ.